# カンポサントの戦い
カンポサントの戦い（カンポサントのたたかい、イタリア語: Battaglia di Camposanto）は、オーストリア継承戦争中の1743年2月8日、モデナ＝レッジョ公国のカンポサントにおいてスペイン軍とオーストリア軍の間で戦われた戦闘。ド・ガージェ将軍率いるスペインとナポリ王国の連合軍はパナロ川でトラウン元帥率いるオーストリアとサルデーニャ王国の連合軍に足止めされた。スペイン軍は大損害を受けたが、夜が訪れたこともありトラウンは全軍撤退を命令、ド・ガージェも追撃せずに川を渡って撤退した。

## 戦前の行軍
1743年1月、ド・ガージェ将軍率いるスペイン軍1万3千はパナロ川の南にあるボローニャに留まっていた。一方、トラウン伯率いる連合軍1万1千は川の北側におり、ド・ガージェの渡河を阻止していた。トラウンは会戦より行軍で守備することを選んだが、マドリードの宮廷では戦略上ではなく政治的な理由で明らかな勝利を欲し、スペイン王フェリペ5世と王妃エリザベッタ・ファルネーゼはド・ガージェに攻撃か、さもなくば辞任せよと命じた。ド・ガージェは命令に従って2月3日の夜にボローニャから出撃、パナロ川を渡ってモデナ公国に侵入、トラウンとの会戦でけりをつけようとした。
ド・ガージェにとっては幸運なことに、トラウン元帥もちょうど会戦を考えているところだった。ウィーンの宮廷ではトラウンの政敵が彼を引き下ろそうとし、また直近にスペインがサヴォイアを奪取したためサルデーニャ王カルロ・エマヌエーレ3世がスペインと単独で交渉する可能性もあった。宮廷での攻撃を静めるため、またサルデーニャが単独交渉に走らないようにするため、トラウンは一度会戦で勝利をもぎ取ろうとした。このため、トラウンは軍を集めてド・ガージェの進軍を阻止、両軍はカンポサントの村で遭遇した。

## 戦闘
2月8日朝、ド・ガージェはカンポサント村の外縁に伝統的な陣形、すなわち歩兵を中央部に、騎兵を両翼に配置する陣形をとって布陣した。トラウンも同じ陣形を使用したが、人数で少し不利だったため戦略を変更した。彼は自軍をスペイン軍と直接対面させず、北西へ移動させた。これにより、トラウンの歩兵が直面したのはスペイン軍の歩兵と右翼の騎兵の間の隙であった。この陣形をとることで、トラウンはスペイン軍右翼に対し人数で有利な上、側面から攻撃できたが、それは同時に自軍の右翼がスペイン軍に側面を攻撃される危険性をも意味した。そのため、この陣形の意味とは自軍の右翼を引き延ばし役にし、その間に左翼による攻撃でけりをつけることであった。
戦略を変更してもトラウンはやや不利のままであったが、彼にとって幸運なことにド・ガージェが攻撃をはじめたのは16時と遅かった。これにより、戦闘が行える昼の時間が大きく短縮された。スペイン軍ははじめ両翼の騎兵とも攻撃に成功、オーストリア軍の騎兵を追い散らしたほかアスプレモン伯爵を負傷させた。オーストリア軍の歩兵は危険な状況に陥ったが、スペイン軍は歩兵を攻撃する代わりに騎兵を追撃して戦場から離れた。そのため、トラウンは左翼を落ち着かせて、改めて歩兵を率いてスペイン軍に攻撃を仕掛けた。一方、シューレンベルク伯爵（Schulenberg）は右翼の騎兵を再編してスペイン騎兵に反撃した。左翼でもカール・ジークムント・フリードリヒ・ヴィルヘルム・ロイトゥルム・フォン・エルティンゲン将軍（負傷したアスプレモンに代わって指揮を執った）が騎兵を率いて前進、スペイン軍右翼を撃滅した。しかし、すでに夜が訪れており、辺りが暗かったため両軍とも撤退を開始した。スペイン軍はパナロ川を渡ってボローニャへ撤退した。煙と暗闇により、多くの部隊は道を迷った。例えば、第1グアダラハラ連隊はオーストリア＝サルデーニャ連合軍の歩兵縦隊に対して前進してしまい、短期間の守備の後降伏を余儀なくされた。
戦闘の損害はスペイン軍が戦死1,755人、負傷1,307人、捕虜824人であり、オーストリアとサルデーニャの連合軍が戦死397人、負傷および捕虜1,153人であった。トラウン自身も馬を撃たれたため2度乗り換えるほどの激戦であった。

## その後
ド・ガージェはボローニャまで撤退、3月26日にはリミニへの後退を余儀なくされた。後退したにもかかわらず、マドリードの宮廷では個の戦闘が勝利とみなされ、ド・ガージェはカンポサント伯爵の爵位を得た。戦闘の後、フランス王国はスペインへの支援と共闘を約束したが、この時点ではトラウンはイタリア北部を確保したこととなった。